# Conte oral en Afrique
Le conte oral en Afrique est l'un des éléments les plus connus de la tradition orale africaine.

## Contexte
Comme tous les contes, le conte oral africain est défini comme un récit d'aventures imaginaires, souvent raconté aux enfants dans un objectif didactique. Son origine est liée au peuple africain, reflétant son idéologie et sa culture.
Parmi les formes d'oralités africaines, le conte appartient au genre narratif, par opposition au genre poétique.
Il est historiquement transmis oralement de génération en génération, via des soirées contées à la tombée de la nuit, durant lesquelles les jeunes écoutent les anciens conter.

## Travaux de collectage
En 1957, l'écrivain et anthropologue français Roland Colin publie le résultat de son travail de collectage sous la direction de Léopold Sédar Senghor, Les Contes noirs de l’Ouest africain, qui souligne l'importance du conte oral et de l'oralité.

## Thèmes
D'après Denise Paulme et Christiane Seydou, dans le conte-type des « alliés animaux » en Afrique de l'Ouest, les animaux sauvages (en particulier le serpent) sont fortement représentés.

## Pérennité
D'après plusieurs sources, dont Abdon Fortuné Koumha Kaf (2019), et les cofondatrices de la Maison Lönni Djaka Keita et Mitène Cherif (2021) le conte oral tend à disparaître des traditions africaines. La transmission écrite est proposée comme une manière d'assurer sa sauvegarde.
D'après Rodrigue Homero Saturnin Barbe (2019), le conte oral reste cependant l'une « des sources intarissables d’inspiration pour les arts du spectacle, notamment le théâtre ».